# .sr
.sr est le domaine de premier niveau national (country code top level domain : ccTLD) réservé au Suriname.

## Ne pas confondre avec
- l'abréviation sr.